# Col·legi d'Arquitectes (Tarragona)
El Col·legi d'Arquitectes és una obra arquitectònica de Tarragona protegida com a Bé Cultural d'Interès Local.

## Descripció
Edifici en tester d'illa que presenta un tipus de construcció amb carreus de mitjanes dimensions de pedra calcària. En la façana del carrer Santa Tecla es poden observar diverses portes amb arcs de mig punt.
El volum principal consta de tres plantes, més soterrani. Es tracta de l'antiga casa de l'arxidiaca de Sant Llorenç. Fou reformada i reconvertida en seu del Col·legi d'arquitectes per Rafael Moneo. En aquest edifici es troben restes corresponents a diferents èpoques.
En primer lloc es conserven les restes del mur de tancament del themenos del recinte de culte del fòrum provincial amb evidències d'una finestra. En època tardo-romana es van adossar a aquest mur una sèrie d'estructures corresponents a un important edifici de l'època, interpretat com a episcopium. En el mateix indret i reutilitzant les construccions romanes es va situar en el segle xv la casa de l'Arxidiaca de Sant Llorenç. La casa fou rehabilitada per Rafael Moneo a inicis del 90. Des de la porta de la casa del canonge Canals s'accedeix a un pati que dona a la façana que corre paral·lela al carrer de Santa Tecla. El pati està dominat per un jardí. L'accés a l'espai construït es realitza de forma gradual.
En el soterrani de l'edifici són visibles les restes romanes i els murs tardo-romans adequats com a sala de conferències. En la planta baixa es troba la recepció. En la primera planta se situen els serveis d'accés públic. En el segon pis estan els despatxos i en la tercera planta hi ha un espai amb volta de doble llum adequat com a biblioteca.